# Führer-Begleit-Bataillon
Het Führer-Begleit-Bataillon was een Duitse eenheid ter grootte van een bataljon van de Wehrmacht in de Tweede Wereldoorlog. Deze eenheid was belast met de bescherming en verdediging van de Führer, Adolf Hitler. 

## Geschiedenis
Het Führer-Begleit-Bataillon werd op 1 oktober 1939 opgericht uit het Führer-Begleit-Kommando.
In 1943 werd het bataljon Führer-Grenadier-Bataillon genoemd. 
Delen van het bataljon werden ook ingezet als Kampfgruppen aan het oostfront. Dit gebeurde als Kampfgruppe Nähring van september 1941 tot maart 1942 bij Heeresgruppe Nord rond Tichvin-Volchov, als Kampfgruppe Pohlmann van december 1942 tot april 1943 in Zuid-Rusland bij Tsjertkovo en als Kampfgruppe Böhrendt van februari tot mei 1944 bij Narva.
Het bataljon fungeerde van juli tot september 1944 als 1e Bataljon in de Führer-Grenadier-Brigade en werd daarna versterkt/omgevormd tot Führer-Begleit-Regiment.

## Samenstelling
- 1939: Wach-Kompagnie, schnelle Kompagnie, schwere Kompagnie
- vanaf juni 1941: Wach-Kompagnie, schnelle Kompagnie, schwere Kompagnie, 4. Panzerkompagnie
- 1942: 1.-4. Schützenkompagnien, 5. Panzerschützenkompagnie, Sicherungskompagnie
- 1943: 1.-2. Panzergrenadierkompagnien, 3. Grenadierkompagnie, 4. Schwere Kompagnie, 5. Panzerkompagnie, 6. Flak-Kompagnie, 7. Schnelle Kompagnie

## Commandanten

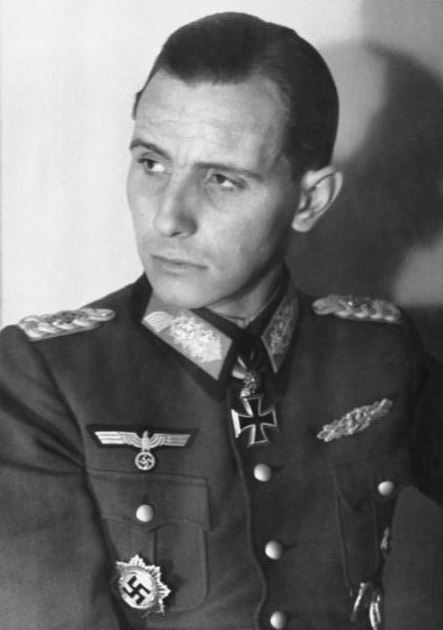
Otto Remer in 1945

| Rang                                        | Naam             | Begin            | Eind             |
| ------------------------------------------- | ---------------- | ---------------- | ---------------- |
| Generalmajor                                | Erwin Rommel     | 1 oktober 1939   | januari 1940     |
| Oberstleutnant vanaf 1 december 1941 Oberst | Kurt Thomas      | 22 januari 1940  | 1 augustus 1942  |
| Oberstleutnant vanaf 1 augustus 1944 Oberst | Gustav Streve    | 1 augustus 1942  | 1 september 1944 |
| Oberst                                      | Otto Ernst Remer | 1 september 1944 | september 1944   |